# Diecéze šibenická

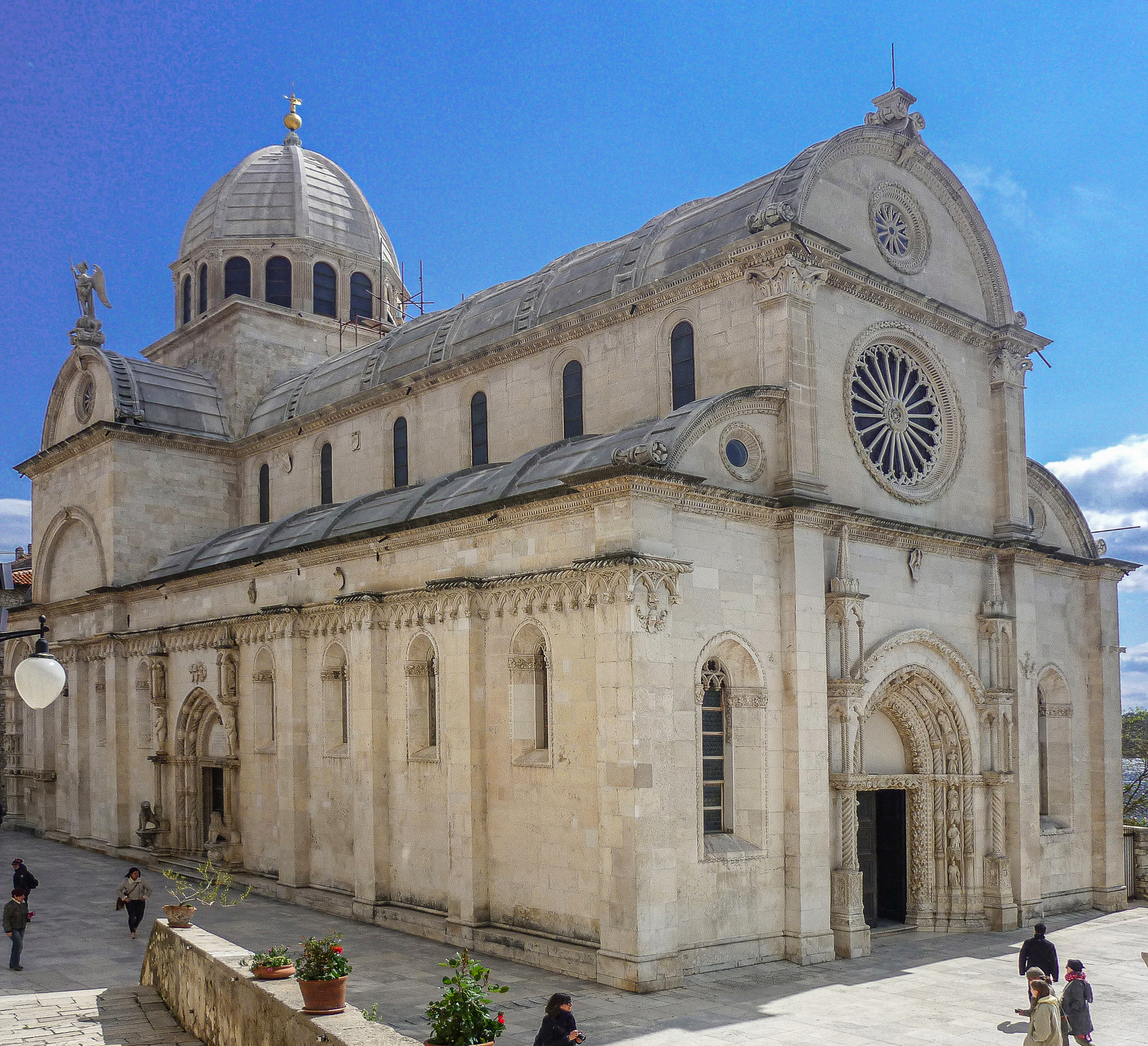
Katedrála svatého Jakuba v Šibeniku

Šibenická diecéze je správní jednotka (diecéze) římskokatolické církve v Chorvatsku. Byla založena 1. května 1298 bulou papeže Bonifáce VIII. Prvním biskupem byl zvolen P. Martin Rabljanin.
Bulou „Locum beati Petri“ papeže Lva XII. z roku 1828 byly zrušeny mimo jiné Skradin a Trogir. Celá oblast skradinské diecéze byla spojena se šibenickou diecézí a část Záhřebu a farnost Marina na pobřeží jsou s ní spojeny z diecéze Trogir.
Skvostná katedrála sv. Jakuba v Šibeniku je největší památka renesanční architektury v Chorvatsku. Byla vystavěna v letech 1431-1536, vysvěcena v roce 1555 a v roce 1895 ji papež Lev XIII. povýšil na baziliku minor.

## Území diecéze
Území diecéze Šibenik pokrývá převážně oblast Šibenik-Knin a v menší míře oblast Splitsko-dalmatské župy .

## Správa
Z církevního hlediska je šibenická diecéze sufragánem (subjektem diecéze) splitsko-makarské arcidiecéze, tzn. Splitská metropole.
Šibenickou diecézi podle územně-pastorační struktury tvoří 9 děkanátů se 74 farnostmi:
- Šibenický městský (14 farností)
- Drnišský (11 farností)
- Kninský (4 farnosti)
- Ražinský (8 farností)
- Rogoznický (7 farností)
- Skradinský (9 farností)
- Tisanský (5 farností)
- Unešićský (8 farností)
- Vodický (8 farností)

V šibenické diecézi jsou kromě diecézních kněží také řeholní kněží františkáni a spiritáni, misijní společnost Ducha svatého. Mezi zdejší jeptišky patří chudé sestry sv. Kláry, milosrdné sestry, dominikánky, benediktinky, ctitelky Kristovy krve a školské sestry františkánky.

## Význační duchovní
- sv. Mikuláš Tavelič
- Ante Antić

## Svatyně
Jedna ze svatyní se nachází na ostrově Visovac a je zasvěcena Panně Marii z Visovac.Další významní svatyně se nachází v Tisnu a je zasvěcena Panně Marii z Karavaje. Třetí důležitá svatyně se nachází ve Vrpolje a je zasvěcena Panně Marii z Vrpolje.